# Borgo Maggiore
Borgo Maggiore je jedno z devíti měst a také samosprávná obec (italsky: castello neboli hrad) v San Marinu, ležící na úpatí Monte Titana. Počet obyvatel je 6284; rozloha 9,01 km2. Je to druhé největší město San Marina, hned po Dogana.

## Historie
Město, postavené ve 12. století, bylo dříve nazývána Mercatale ("tržiště") a stále zůstává nejdůležitějším obchodním městem v republice. Roku 1879 získalo své nynější jméno Borgo Maggiore.

## Geografie

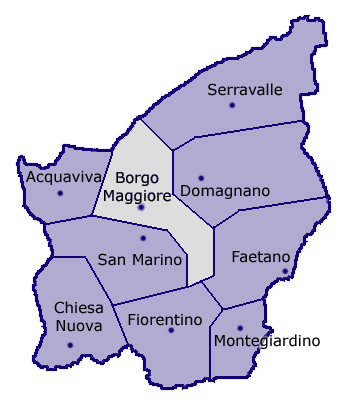
Poloha Borgo Maggiore v San Marinu

Borgo Maggiore sousedí se sanmarinskými obcemi Serravalle, Domagnano, Faetano, Fiorentino, San Marino (město), Acquaviva a s italskou obcí Verucchio.

### Obce
Součástí území města jsou i tyto obce (italsky: curazie):
- Cà Melone
- Cà Rigo
- Cailungo
- San Giovanni sotto le Penne
- Valdragone
- Ventoso

## Správa
Vedení města zajišťuje jednadvacetičlenná Městská rada volená občany každé čtyři roky. V čele rady je na dva roky volený kapitán, tzv. Capitano di Castello, což je vlastně starosta města.
| Období                                | Kapitán              | Strana       |
| ------------------------------------- | -------------------- | ------------ |
| 13. prosinec 1998 – 30. listopad 2003 | Pier Orazio Pignatta | Lista civica |
| 30. listopad 2003 – 12. leden 2007    | Valeriano Zavoli     | Lista civica |
| 12. leden 2007 - nyní                 | Sergio Nanni         | Lista civica |

## Ekonomika
Borgo Maggiore je nejdůležitějším obchodním městem San Marina. Je to způsobeno také tím, že je zde jediné vrtulníkové letiště a město je také spojeno se San Marinem (městem) a vede odsud lanová dráha až na Monte Titano.

## Sport
Borgo Maggiore má fotbalový tým AC Libertas. Avšak v obcích, patřících k městu, sídlí další dva týmy: SP Cailungo a SS San Giovanni.

## Zajímavosti a zajímavá místa

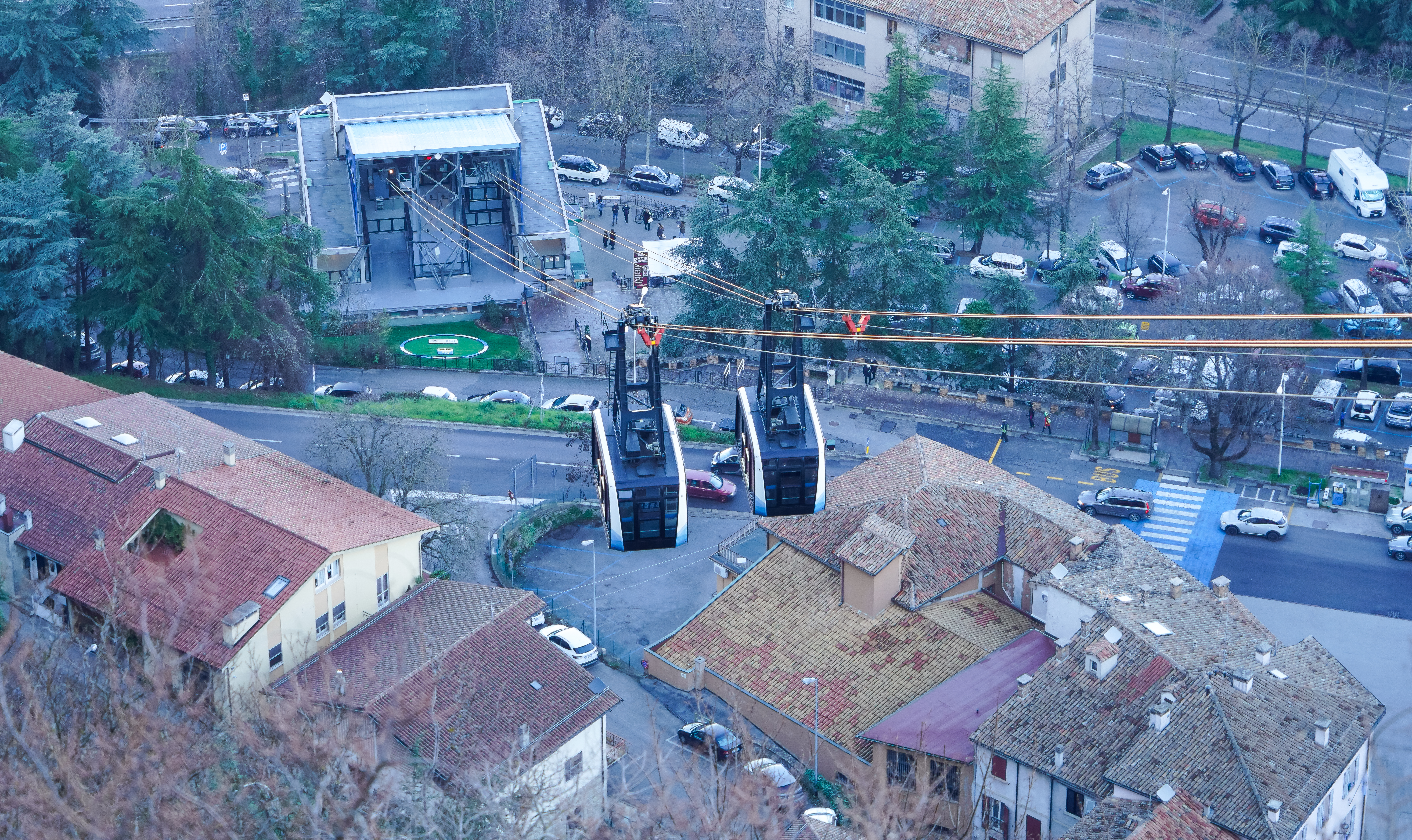
Lanová dráha mezi Borgo Maggiore a San Marinem

- lanová dráha spojující Borgo Maggiore a San Marino (město)
- jediné vrtulníkové letiště v republice
- Piazza Grande, náměstí v Borgo Maggiore
- městská radnice
- hodinová věž
- moderní kostel svatého Antima
- zvonice z roku 1896
- Chiesa del Suffragio, státní nemocnice

## Slavní rodáci
- Manuel Poggiali (narozen roku 1983), sanmarinský motocyklový závodník

## Partnerská města
- Żurrieq, Malta